# Lenore J. Coffee
Lenore Jackson Coffee (* 13. Juli 1896 in San Francisco, Kalifornien; † 2. Juli 1984 in Woodland Hills, Kalifornien) war eine US-amerikanische Drehbuchautorin.

## Leben
Lenore J. Coffee begann ihre Karriere 1919 mit der Teilnahme an einem Preisausschreiben, bei dem es um Vorschläge für die Handlung eines neuen Films von Clara Kimball Young ging. Ihre Einsendung gefiel den Produzenten und Coffee bekam eine Anstellung als Drehbuchautorin. In der Folgezeit avancierte sie zu einer hochbezahlten Spezialistin für Melodramen und romantische Frauenschicksale. Anfang der 1930er war Coffee zunächst bei MGM unter Vertrag. Ab 1937 arbeitete sie hauptsächlich für Warner Brothers, wo sie auch einige Drehbücher für Bette Davis schrieb, darunter Vertauschtes Glück. Ihre letzte künstlerisch und finanziell erfolgreiche Produktion war der mehrfach oscarnominierte Kriminalfilm Maskierte Herzen, der Joan Crawford 1952 zu einem Come-Back verhalf. 1973 veröffentlichte Coffee ihre Memoiren Storyline: Reflections of a Hollywood Screenwriter.
Sie wurde auf der Oscarverleihung 1939 für ihre Arbeit an Vater dirigiert für den Oscar in der Kategorie bestes adaptiertes Drehbuch nominiert.
Sie wurde meist als Lenore Coffee im Abspann genannt.

## Filmografie (Auswahl)
- 1926: Der Wolgaschiffer (The Volga Boatman)
- 1927: Chicago
- 1930: Street of Chance
- 1931: Alles für dein Glück (Possessed)
- 1932: Arsene Lupin, der König der Diebe (Arsene Lupin)
- 1932: Der schöne Karl (Downstairs)
- 1934: Ich kämpfe für dich (Evelyn Prentice)
- 1936: Suzy
- 1938: Vater dirigiert (Four Daughters)
- 1938: White Banners
- 1940: Die Irrwege des Oliver Essex (My Son, My Son!)
- 1941: Vertauschtes Glück (The Great Lie)
- 1943: In Freundschaft verbunden (Old Acquaintance)
- 1946: Morgen ist die Ewigkeit (Tomorrow is forever)
- 1949: Der Stachel des Bösen (Beyond the Forest)
- 1951: Lightning Strikes Twice
- 1952: Maskierte Herzen (Sudden Fear)
- 1955: Man soll nicht mit der Liebe spielen (Young at Heart)
- 1955: Das Ende einer Affaire (The End of the Affair)